# Trichoura proctomeces
Trichoura proctomeces là một loài ruồi trong họ Asilidae. Trichoura proctomeces được Londt miêu tả năm 1994. Loài này phân bố ở vùng nhiệt đới châu Phi.